# Guéhenno
Guéhenno (bret. Gwezhennoù) – miejscowość i gmina we Francji, w regionie Bretania, w departamencie Morbihan.
Według danych na rok 1990 gminę zamieszkiwało 835 osób, a gęstość zaludnienia wynosiła 36 osób/km² (wśród 1269 gmin Bretanii Guéhenno plasuje się na 644. miejscu pod względem liczby ludności, natomiast pod względem powierzchni na miejscu 423.).